# 长柄秋海棠
长柄秋海棠（学名：Begonia smithiana）为秋海棠科秋海棠属的植物，为中国的特有植物。分布于中国大陆的贵州、湖南、湖北等地，生长于海拔700米至1,320米的地区，多生长在山谷密林下、水沟阴处岩石上、山脚湿地灌丛中以及水旁沟底岩石上，目前已由人工引种栽培。